# Юрашка (приток Тоймы)
Юрашка — река, протекающая в Татарстане и Удмуртии, правый приток Тоймы. Длина реки составляет 31 км, водосборная площадь — 203 км².
Берёт начало на Можгинской возвышенности на севере Елабужского района, впадает в Тойму южнее города Менделеевск. Высота устья — 71 м над уровнем моря.
Главный приток — река Муктумер. На реке расположены сёла Брюшли, Тагаево, Мишкино, Старая Игра, Илькино, Старое Гришкино и Карманково.